# Oriol Rey
Oriol Rey Erenas (Barcellona, 25 febbraio 1998) è un calciatore spagnolo, centrocampista del Levante.

## Carriera
Cresciuto nel settore giovanile del Barcellona, il 27 luglio 2017 viene acquistato dal Leeds Utd, firmando un contratto biennale, che lo aggrega alle proprie giovanili. Il 13 maggio 2018 firma il suo primo contratto da professionista con i Whites. Durante la sua militanza nel club inglese, viene convocato in prima squadra in due occasioni, in occasione degli incontri di Championship contro lo Swansea City e di FA Cup contro il Newport County, senza tuttavia essere impiegato. Il 27 agosto 2018 viene ceduto in prestito al Conquense, formazione militante nella terza divisione spagnola. Il 18 luglio 2019 viene acquistato a titolo definitivo dal Real Valladolid, con cui firma un contratto triennale e viene aggregato alla squadra riserve. Il 16 gennaio 2021 ha esordito in prima squadra, in occasione dell'incontro della Coppa del Re vinto per 1-4 contro il Peña Deportiva. Due settimane dopo ha anche esordito nella Liga, disputando l'incontro perso per 1-3 contro l'Huesca. Il 28 luglio successivo firma un contratto biennale con il Mirandés, in seconda divisione.

## Statistiche

### Presenze e reti nei club
Statistiche aggiornate al 3 dicembre 2022.
| Stagione                 | Squadra                  | Campionato               | Campionato | Campionato | Coppe nazionali | Coppe nazionali | Coppe nazionali | Coppe continentali | Coppe continentali | Coppe continentali | Altre coppe | Altre coppe | Altre coppe | Totale | Totale |
| Stagione                 | Squadra                  | Comp                     | Pres       | Reti       | Comp            | Pres            | Reti            | Comp               | Pres               | Reti               | Comp        | Pres        | Reti        | Pres   | Reti   |
| ------------------------ | ------------------------ | ------------------------ | ---------- | ---------- | --------------- | --------------- | --------------- | ------------------ | ------------------ | ------------------ | ----------- | ----------- | ----------- | ------ | ------ |
| 2018-2019                | Conquense                | SDB                      | 34         | 1          | CR              | 1               | 0               |                    | -                  | -                  |             | -           | -           | 35     | 1      |
| 2019-2020                | Real Valladolid B        | SDB                      | 22+1       | 1+0        |                 | -               | -               |                    | -                  | -                  |             | -           | -           | 23     | 1      |
| 2020-2021                | Real Valladolid B        | SDB                      | 18+4       | 0          |                 | -               | -               |                    | -                  | -                  |             | -           | -           | 22     | 0      |
| Totale Real Valladolid B | Totale Real Valladolid B | Totale Real Valladolid B | 40+5       | 1+0        |                 | -               | -               |                    | -                  | -                  |             | -           | -           | 45     | 1      |
| 2020-2021                | Real Valladolid          | PD                       | 1          | 0          | CR              | 2               | 0               |                    | -                  | -                  |             | -           | -           | 3      | 0      |
| 2021-2022                | Mirandés                 | SD                       | 31         | 0          | CR              | 2               | 0               |                    | -                  | -                  |             | -           | -           | 33     | 0      |
| 2022-2023                | Mirandés                 | SD                       | 18         | 0          | CR              | 0               | 0               |                    | -                  | -                  |             | -           | -           | 18     | 0      |
| Totale Mirandés          | Totale Mirandés          | Totale Mirandés          | 49         | 0          |                 | 2               | 0               |                    | -                  | -                  |             | -           | -           | 51     | 0      |
| Totale carriera          | Totale carriera          | Totale carriera          | 129        | 2          |                 | 5               | 0               |                    | -                  | -                  |             | -           | -           | 134    | 2      |

## Palmarès

### Club

#### Competizioni nazionali
- Segunda División: 1

Levante: 2024-2025